# Les Essards-Taignevaux
Les Essards-Taignevaux är en kommun i departementet Jura i regionen Bourgogne-Franche-Comté i östra Frankrike. Kommunen ligger i kantonen Chaussin som tillhör arrondissementet Dole. År 2022 hade Les Essards-Taignevaux 247 invånare.

## Befolkningsutveckling
Antalet invånare i kommunen Les Essards-Taignevaux
Referens:INSEE